# Cheilosia zinovievi
Cheilosia zinovievi är en tvåvingeart som beskrevs av Stackelberg 1963. Cheilosia zinovievi ingår i släktet örtblomflugor, och familjen blomflugor. Inga underarter finns listade i Catalogue of Life.